# 孔特勒沃 (阿登省)
孔特勒沃（法語：Contreuve，法語發音：[kɔ̃tʁœv]）是法国大東部大區阿登省的一个市镇，属于武济耶区。

## 地理
孔特勒沃（49°21'42"N, 4°37'28"E）面积11.02 平方千米，位于法国大東部大區阿登省，该省份为法国北部内陆省份，西接埃纳省，南至马恩省，东临默兹省，北与比利时接壤。
与孔特勒沃接壤的市镇（或旧市镇、城区）包括：布尔克、莱凡库尔、圣玛丽、叙尼、蒙圣马丹。

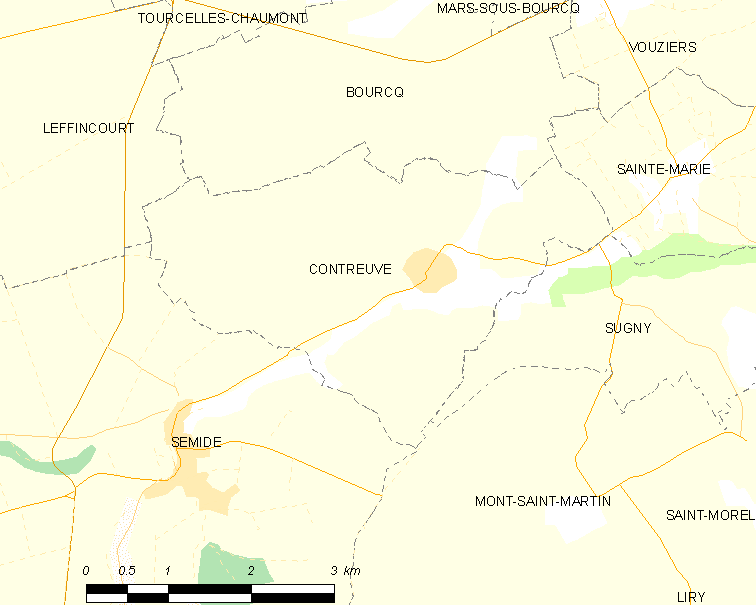
的OSM定位图

孔特勒沃的时区为UTC+01:00、UTC+02:00（夏令时）。

## 行政
孔特勒沃的邮政编码为08400，INSEE市镇编码为08130。

## 政治
孔特勒沃所属的省级选区为阿蒂尼县。

## 人口

1962-2008年间人口变化图示

孔特勒沃于2022年1月1日时的人口数量为85人。